# Neanisentomon yuenicum
Neanisentomon yuenicum är en urinsektsart som beskrevs av Zhang och Yin 1984. Neanisentomon yuenicum ingår i släktet Neanisentomon och familjen trakétrevfotingar. Inga underarter finns listade i Catalogue of Life.